# Балша II Балшић
Балша II Балшић је био српски великаш из династије Балшића.

## Порекло
По сведочењу самих Балшића они своје порекло доводе у везу са Немањићима. Балша II Балшић, из Скадра, у повељи Дубровчанима од 27.1.1385. између осталога пише :
... молитвама и мољењима светих мојих прародитеља Симеона Немање, првога мироточца српскога и светитеља Саве...
Павле Ровински наводи податак да је Франц Миклошич негирао страно порекло династије Балшића.

## Владавина
Заједно са браћом (Страцимиром и Ђурђем) и оцем (Балшом) проширио је власт своје породице на Скадар (1360) и предео између Скадарског језера и Јадранског мора, а највероватније и на град Бар. Они су 1361. године постали почасни дубровачки грађани, а наредне године и млетачки.
Током рата између Србије (Војислава Војиновића) и Дубровника (1361—1362), Балшићи су стали на страну Дубровчана. Већ 1363. године отпочели су сукоби на југу њихових поседа, против кнеза Карла Топије, који су окончани 1366. године, уз посредовање Дубровчана.
У то доба, Балша II се оженио Комнином, ћерком Јована Асена, брата супруге Душана Силног Јелене, чиме је постао господар Валоне, Берата, Канине и Химаре, на југу данашње Албаније. После слома браће Мрњавчевића у Маричкој бици, 26. септембра 1371. године, Балшићи су упали у њихове земље и проширили своју власт на Пећ и Призрен, а нешто касније својим поседима на неколико година (1373—1377) прикључују залеђе Дубровника (Конавље, Требиње и Драчевицу).
Након смрти његовог брата Ђурђа (13. јануар 1378), власт над државом Балшића преузима његов преостали брат, Балша II.

## Супарништво са босанским краљем
Након избијања великог рата између Венеције и Ђенове, 13. августа 1378. године, Млечани заузимају Котор и врше власт до јуна 1379. када их је которска властела збацила и омогућила да град пређе у руке угарског краља Лудовика I Анжујског (1326—1382). Млетачка посада и даље је остала у которској тврђави, до завршетка рата са Ђеновом, 1381. године. Међутим, због неспособности да одржи ред у граду, долази до привременог збацивања племићке власти од стране пучана (povolo) предвођених старјешинама (caporali del povolo). Врховну власт обавља само угарски капетан, све док уз помоћ Дубровчана патрицијска власт у Котору није рестаурисана.
Непријатељство између Балше II и босанског краља Твртка I било је видљиво и у том периоду, мада су Угарска, Босна и Зета биле на страни Ђенове (то није спречавало Балшу II да буде у сталној вези са Венецијом и држи код себе млетачке грађане). Још 17. септембра 1379. године, војска босанског краља је доспјела до Спужа, али резултат овог похода није познат. Између осталог, Зета и Краљевина Босна жељеле су за себе угарски Котор. Почетком јесени 1382 и током 1383. године, замјерајући се Краљевини Угарској, Балша II врши опсаду Котора, мада није имао средстава да одсијече град са морске стране. Такође, у години (1384) када је Котор за кратко прешао у руке босанског краља Твртка I (касније, 1385. године, са тим се формално сагласила и угарска краљица Марија Анжујска) вршена је опсада од стране Зећана.
Супарништво између Балше II и Твртка I није се тицало само Котора, већ и територије Конавља и Требиња, којима је до 1377. године госпдарио Балшин претходник, Ђурађ I Балшић. На тој територији, коју је Балша II покушавао да поврати од Босне, у прољеће 1382. године, у циљу трговине (посебно сољу) босански краљ Твртко I Котроманић, поред рјечице Суторине, на улазу у Боку которску, полаже темеље трга Новог. Назвао га је именом „Свети Стефан“ (који назив није прихватан у народу). Овај трг је представљао опасну конкуренцију Дубровчанима, који су се позивали на то: да су стари, законити тргови соли, били само: Дријева, Дубровник, Котор и Св. Срђ. Босански је краљ ипак попустио под притиском Дубровчана и одустао од трговине сољу у Новом, па је овај трг у сљедећих педесет година изгубио значај и био прилично занемарен, све до појаве херцега Стефана Вукчића Косаче. Годину дана по формирању Новог, Балша II са војском врши упаде у Конавље, али не успијева да их припоји зетској држави.

## Дука од Драча
Балша II се учврстио у области Берата и Валоне, а затим је обновио сукобе са Карлом Топијом (1382) и после неколико напада, успео је да заузме Драч, почетком 1385. године, тако да се већ у априлу исте године, потписује као „дука драчки“.
У борби против Балше, Карло је затражио војну помоћ султана Мурата I, који је ка Берату упутио снаге предвођене Хајредин Пашом. Далеко бројнија османска војска, потукла је 18. септембра 1385. године у бици на Саурском пољу код Балша, недалеко од Берата, српске снаге, а у бици су погинули Балша II и Иваниш Мрњавчевић. Иван Јастребов наводи податак да је Балша погинуо на реци Војуши, а глава му је однесена султану у Једрене.
После Балшине смрти, кратко је владала његова удовица Комнина, после чега је власт над пределима северно од Драча преузео његов братанац Ђурађ Страцимировић.
У свом браку са Комнином, Балша II је имао једну ћерку, Руђину, која се 1391. године удала за Мркшу Жарковића.

## Породично стабло
| \| \| \| \| \| 2. Балша I \| \| \| \| \| \| \| \| \| \| \| \| \| \| \| \| \| \| \| \| \| \| \| \| \| \| \| \| \| \| \| \| \| 1. Балша II Балшић \| \| \| \| \| \| \| \| \| \| \| \| \| \| \| \| \| \| \| \| \| \| \| \| \| \| \| \| \| \| \| \| \| \| \| \| 3. \| \| \| \| \| \| \| \| \| \| \| \| \| \| \| \| \| \| \| \| \| \| \| \| \| |                    |  |  |            |  |  |  |
| |                    |  |  | 2. Балша I |  |  |  |
| |                    |  |  |            |  |  |  |
| |                    |  |  |            |  |  |  |
| |                    |  |  |            |  |  |  |
| | 1. Балша II Балшић |  |  |            |  |  |  |
| |                    |  |  |            |  |  |  |
| |                    |  |  |            |  |  |  |
| |                    |  |  |            |  |  |  |
| | 3.                 |  |  |            |  |  |  |
| |                    |  |  |            |  |  |  |
| |                    |  |  |            |  |  |  |